# Zord Idő (folyóirat)
A Zord Idő romániai magyar irodalmi folyóirat, a romániai magyar írók első fóruma. Székhely: Marosvásárhely. 1919 augusztusától 1920 júniusáig jelent meg kéthetente a Kemény Zsigmond Társaság folyóirataként. Szerkesztette Osvát Kálmán, Ziegler Károly, 1920-tól Hajdu István, Berde Mária. Előzményei az Erdélyi Figyelő (1879–80), Figyelő (1884), Marosvásárhelyi Füzetek (1896–97) voltak.

## Története
A lap az akkor már több mint négy évtizede működő Kemény Zsigmond Társaság hagyományaira támaszkodva egyike volt azoknak a kezdeményezéseknek, amelyek az önállóságra kényszerült erdélyi szellemi erők összefogására vállalkoztak. Füzeteiben nyilvánosságot teremtett akkor már ismertebb nevű vagy pályájuk elején álló költőknek, prózaíróknak, tudósoknak (Áprily Lajos, Balogh Endre, Bárd Oszkár, Berde Mária, Gulácsy Irén, Makkai Sándor, Molter Károly, Nyirő József, Reményik Sándor, Sipos Domokos, Tabéry Géza, Tompa László), a helyi irodalmi erőknek (Antalffy Endre, Büchler Pál, Dékáni Kálmán, Gulyás Károly, Kabdebó Erna, Nagy Emma, Székely József, Szini Gyula, Trózner Lajos).
A világirodalmat részben klasszikusok vagy akkor már klasszikusnak számítók (Goethe, Hebbel, Gottfried Keller, Flaubert, Zola), részben kortársak (Émile Verhaeren, Anatole France, Henri Bergson, Stefan George, Hugo von Hofmannsthal, Oscar Wilde, Gerhart Hauptmann) képviselték (fordítóik Antalffy Endre, Áprily Lajos, Bakóczi Károly, Berde Mária, Büchler Pál, Tompa László); az Ezeregyéjszaka meséiből és török népballadákból Antalffy Endre, Rabindranáth Tagore írásaiból Kovács Ferenc tolmácsolt.
Cikk- és tanulmányanyagában egyrészt gondot fordít Marosvásárhely szellemi hagyományainak ébrentartására (Kemény Zsigmondról Csergő Tamás, Mentovich Ferencről, Petelei Istvánról és Tolnai Lajosról Gulyás Károly közölt tanulmányt, Pálffy Gyula Peteleiről visszaemlékezést); kritikarovatának legszorgalmasabb munkatársai Antalffy Endre, Berde Mária, Molter Károly, Osvát Kálmán és Székely József. De foglalkozik a folyóirat saját kora időszerű hazai és egyetemes irodalmi problémáival: a modern transzilvanizmussal (Csérer Lajos), a nacionalizmus és internacionalizmus, a nacionalizmus és patriotizmus (Halász József) viszonyával; Bergson-tanulmányokat Kallós Ernő közöl; Osvát Kálmán Erdélyi levelek című sorozatában a romániai magyarság politikai és társadalmi kérdéseit is tollhegyre tűzi.
Képzőművészeti írásainak sorában a negyedszázados nagybányai művésztelepről Dóczyné Berde Amál, Gyárfás Jenőről, Jeddy Sándorról, Szinyei Merse Pálról, Vida Árpádról, Max Klingerről Gulyás Károly írt; a város zenei eseményeiről Dékániné Máthé Mariska, Kabdebó Erna és Székely József közölt ismertető vagy kritikai cikket.
Az erdélyi magyar irodalom ösztönzésére több pályázatot is kiírtak: az első vers- és novellapályázatot az 1920/15. számban (ennek nyertesei Tompa László, illetve Nyírő József voltak), a másodikat, egy nagynovella-pályázatot az 1921/1. számban (ezen Sipos Domokos és Sivó Ági Vera novelláit díjazták).
A folyóirat 1920-ban három gazdag műsorú irodalmi estet is szervezett, Marosvásárhelyen (november 7. és december 12.), majd Szászrégenben (1921. május 19.), ezeken Antalffy Endre, Berde Mária, Molter Károly, Nagy Emma, Osvát Kálmán, Szini Lajos léptek fel. Közben még 1920 decemberében sor került egy nagyszabású körútra is (Csíkszereda, Gyergyószentmiklós, Székelyudvarhely, Sepsiszentgyörgy, Brassó, Szováta).